# بندقية VZ.52
بندقية VZ.52 هي بندقية قديمة صممت من عام 1947–1952 ودخلت إلى الخدمة العسكرية في عام 1952وتعتبر بندقية VZ.52 بندقية دقيقة في التصويب ويبلغ وزنها وهي فارغه 4 كيلو ويسع مخزن الرصاص التابع لها عشر طلقات نارية  ويوجد منها نوعين وهما :-

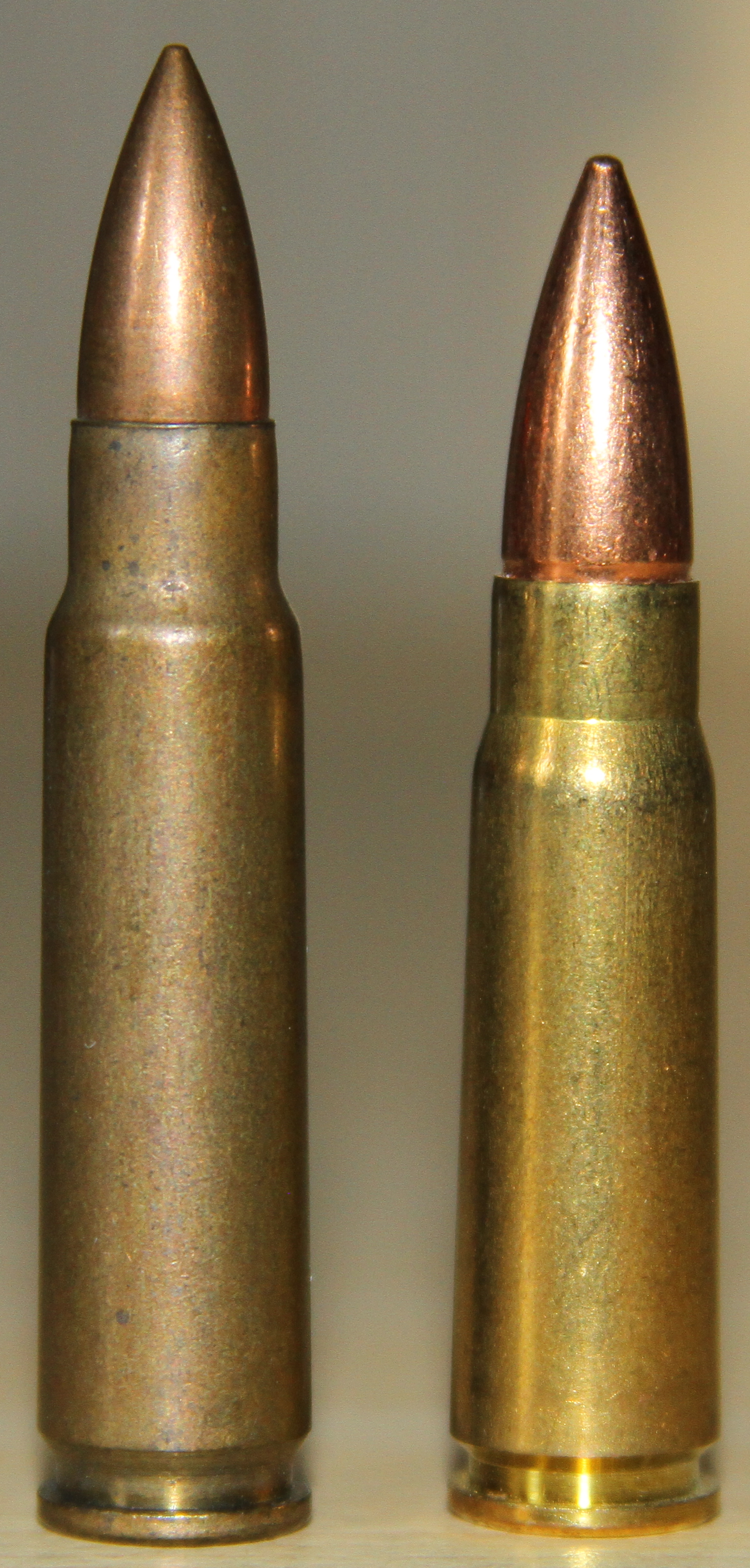
إلى اليسار طلقة عيار 7.62x45mmوالى اليمين طلقة عيار7.62x39mm

1. بندقية Vz.52 عيار 7.5mm
2. بندقية Vz.52/57 وعيارها 7.62mm

## انظر ايضاً
- دليل صور لمختلف انواع ذخائر بندقية Vz52واختها بندقية 52.57
- قائمة اجزاء البندقية VZ-52